# Jos van Veldhoven
Jos van Veldhoven ('s-Hertogenbosch, 1952) is een Nederlands dirigent. 

## Levensloop
Hij studeerde muziekwetenschap aan de Universiteit Utrecht en orkestdirectie en koordirectie aan het Koninklijk Conservatorium Den Haag.
Van 1983 tot 2018 was Jos van Veldhoven muzikaal leider van de Nederlandse Bachvereniging. Hij leidde het koor en orkest regelmatig in Nederland en daarbuiten en voert de belangrijkste werken van Johann Sebastian Bach en zijn tijdgenoten uit, waaronder de traditionele Matthäus Passion in Naarden. Tournees maakte hij onder andere in Duitsland, Japan en de Verenigde Staten. Ook was hij regelmatig te gast in Duitse operahuizen, onder andere in de Opera van Bonn met een Händelcyclus en in de Opera van Essen. Op 31 maart 2018 nam Jos van Veldhoven afscheid bij de Nederlandse Bachvereniging.
Sinds 1989 is Van Veldhoven dirigent van Cappella Figuralis, een ensemble van solisten van de Nederlandse Bachvereniging, dat zich gespecialiseerd heeft in 17e-eeuwse muziek. Hij is ook dirigent van het Utrechts Barok Consort, dat hij in 1976 oprichtte. 
Van Veldhoven trekt regelmatig de aandacht door uitvoeringen van 'nieuw' repertoire uit de oude muziek, zoals werk van Giovanni Maria Bononcini, Giovanni Legrenzi, Reinhard Keiser en de Nederlandse première van de Johannespassion van Georg Gebel in november 2007. 
Tot slot is Van Veldhoven docent koordirectie aan het Conservatorium van Amsterdam en het Koninklijk Conservatorium in Den Haag.
Januari 2024 werd bekend dat Jos van Veldhoven door het Oregon Bach Festival (OBF) samen met Craig Hella Johnson, artistiek directeur van Conspirare, aangesteld zijn als de nieuwe ‘artistieke partners’ van het festival. 

## Discografie
Van Veldhoven heeft talrijke platenopnamen gerealiseerd met de Nederlandse Bachvereniging, verschenen bij Channel Classics Records.

## Hitlijsten

### Albums
| Album met eventuele hitnotering(en) in de Nederlandse Album Top 100 | Datum van verschijnen | Datum van binnenkomst | Hoogste positie | Aantal weken | Opmerkingen                                                 |
| ------------------------------------------------------------------- | --------------------- | --------------------- | --------------- | ------------ | ----------------------------------------------------------- |
| J.S. Bach St. Matthew Passion BWV 244                               | 2011                  | 16-04-2011            | 69              | 2            | met de Nederlandse Bachvereniging & Siri Karoline Thornhill |